# L'Univers concentrationnaire
L'Univers concentrationnaire est un livre de David Rousset publié le 1946 aux éditions du Pavois et ayant reçu le prix Renaudot la même année.
Ouvrage fondamental sur les camps nazis, écrit un an après le retour de l'auteur de Buchenwald, cet ouvrage est considéré comme la première fresque descriptive du phénomène concentrationnaire répressif nazi. Il sera suivi en 1947, par Les Jours de notre mort, un roman dans lequel David Rousset se base sur ses souvenirs mais aussi sur d'autres témoignages sur les camps de la mort nazis.

## Historique
Bien qu'il ne s'agisse pas d'un roman, cet essai fut en lice pour le prix Goncourt de 1946 face au Sacrifice du matin de Guillain de Bénouville et aux Grandes Vacances de Francis Ambrière. Cependant, les deux autres livres en compétition, qui sont des récits autobiographiques, n'appartiennent pas à la littérature de fiction : par exception, les jurés Goncourt voulurent honorer cette année-là le livre d'un Français qui s'est distingué pendant la Seconde Guerre mondiale. Le livre reçoit finalement le prix Renaudot la même année.

## Contenu
David Rousset s’efforce de faire comprendre « l’effondrement des valeurs les plus profondes, les plus réelles de l’Humanité » et l’avènement de la société des camps dans leurs dimensions politiques, économiques et morales. Il se confronte par exemple frontalement à la « question du pouvoir et celle du choix » – qui sauver, et à quel prix ? – sans dissimuler ce qui a conduit à la mort ses camarades trotskistes, « sacrifiés par l’organisation communiste de Buchenwald. »
Il analyse le système concentrationnaire nazi en le définissant non pas, selon François Maspero, « comme une aberration monstrueuse due aux conséquences extrêmes de la guerre, mais comme une partie intégrante de la société, produit de son idéologie, pièce essentielle de son économie. »

## Édition
- L'Univers concentrationnaire, éditions du Pavois, 1946 [rééd. Minuit, 1965].